# Système international (relations internationales)
Pour les articles homonymes, voir Système international.
La notion de système international est utilisée en théorie des relations internationales, en géopolitique et en droit international afin de désigner, principalement, les relations entretenues par les divers États entre eux. Les théoriciens, qu'ils soient politologues, géographes, économistes ou juristes, ont des conceptions très différentes de celui-ci. L'histoire est souvent divisée selon le système international en vigueur : on parlait ainsi de système de Westphalie après la guerre de Trente Ans, de système du Congrès de Vienne après les guerres napoléoniennes, des systèmes bismarckiens après la guerre franco-prussienne, de système de sécurité collective de la Société des Nations après la Première Guerre mondiale, de système bipolaire lors de la guerre froide, ou encore de système multipolaire après celle-ci.

## Conception classique du système international: l'État comme unité de base

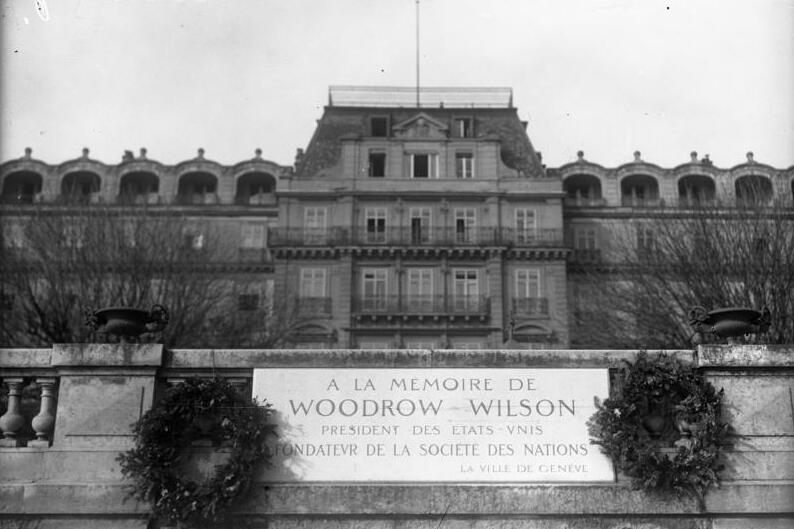
Le palais Wilson de Genève en 1928, premier siège de la Société des Nations, avec une banderole en l'honneur du président Wilson, l'un des fondateurs de l'idéalisme en relations internationales. La SDN s'effondrera au cours de l'entre-deux-guerres avec la montée du fascisme et du militarisme.

Le politologue français Raymond Aron (1962) définissait par exemple celui-ci ainsi:
« J'appelle système international l'ensemble constitué par des unités politiques qui entretiennent les unes avec les autres des relations régulières et qui sont susceptibles d'être impliquées dans une guerre générale. »
Il considérait ainsi les États, et en particulier les États-nations, comme l'unité de base de ce système, caractérisé par la diplomatie (les « relations régulières ») et la guerre. Une telle approche s'inspire de l'ouvrage classique de Clausewitz, De la guerre, pour qui « la guerre est la politique continuée par d'autres moyens ». Cette théorie, d'inspiration réaliste, est partagée par nombre de théoriciens. Robert Keohane, représentant de l'institutionnalisme néolibéral qui met l'accent sur le rôle des institutions internationales dans la détermination du comportement des États, affirme cependant:
« La théorie institutionnaliste suppose que les États sont les principaux acteurs de la scène internationale et qu’ils agissent en fonction de leurs intérêts. »
L'enseignement classique de la « marche à la Première Guerre mondiale », tel que dispensé à l'école, s'appuie largement sur cette conception traditionnelle des relations internationales, centrée sur l'histoire diplomatique. Sur le plan européen, on met l'accent sur le système d'alliances (Triplice et Triple-Entente) liant les États entre eux, sur la rivalité et le défi posé par l'émergence de la Prusse et de l'Allemagne incarnée par la Weltpolitik, et sur la succession de crises internationales qui, vues rétrospectivement, indiqueraient de façon sûre l'« inéluctable » déflagration mondiale (crise d'Agadir, etc.). Cette conception classique est partagée aussi bien par des auteurs comme Raymond Aron que par la théorie léniniste selon laquelle l'impérialisme serait le « stade ultime du capitalisme ». Certains auteurs ont cependant corrigé une image trop lisse de la marche à la guerre, en mettant l'accent sur l'importance des représentations et des approximations faites par les dirigeants et les élites au pouvoir. Ainsi, le culte de l'offensive participe à l'explication du déclenchement rapide de la guerre.
Si, depuis Jean Bodin, la souveraineté de l'État a toujours été au cœur de l'étude du système international, et justifie la distinction entre l'ordre interne aux États, dans lequel une puissance souveraine existe, et le système international, dans lequel aucun souverain n'existe faute de gouvernement mondial, l'État n'a pas toujours pris la figure de l'État-nation. Ainsi, le système de Westphalie concernait principalement des Empires.
Cette approche « stato-centrée » a été développée par les courants réaliste et néoréaliste, le premier mettant l'accent sur la dimension de Realpolitik, c'est-à-dire sur les objectifs de puissance poursuivis à long terme par les États, tandis que le second s'appuie sur une théorie systémique pour expliquer la position relative de chaque État.

## Système anarchique ou ordre régulé?
Contrairement à la notion d'« ordre international », le terme de « système » ne préjuge pas du caractère régulé, ou non, de ces relations. Reprenant l'idée hobbesienne d'« état de nature » persistant dans les relations internationales, le néoréaliste Kenneth Waltz parle ainsi, par exemple, d'« anarchie internationale », mettant fortement en doute la notion d'une « communauté internationale ». Celle-ci souligne en effet l'importance des institutions internationales (les Nations unies, l'Organisation mondiale du commerce, etc.) ainsi que des normes du droit international public.
Dans ce cadre de rivalité, la notion de puissance est primordiale: y a-t-il une ou des superpuissances? Faut-il considérer, comme l'a plaidé par exemple l'ex-ministre des Affaires étrangères Hubert Védrine, les États-Unis comme une hyperpuissance? La notion de « puissance » faisant intervenir diverses dimensions (population, territoire, économie, capacités scientifiques, militaire, soft power et hard power, etc.), certains géographes ont insisté sur les relations économiques pour désigner un centre mondial des décisions s'opposant à la périphérie (les pays de cette dernière pouvant, ou non, appartenir au « Tiers-monde »). Ainsi, ils ont forgé la notion de Triade ou d'« oligopole géographique mondial » pour désigner la domination, sur la scène internationale politique et économique, des États-Unis, de l'Europe et du Japon. Cette domination est cependant mise à mal par les pays émergents, notamment la Chine et l'Inde, mais aussi le Brésil, les Tigres asiatiques, etc. Cette conception des relations internationales reste toutefois à relativiser du fait du déclin croissant des puissances dites de la Triade. 

## Objectifs des États: équilibre, expansion ou sécurité?

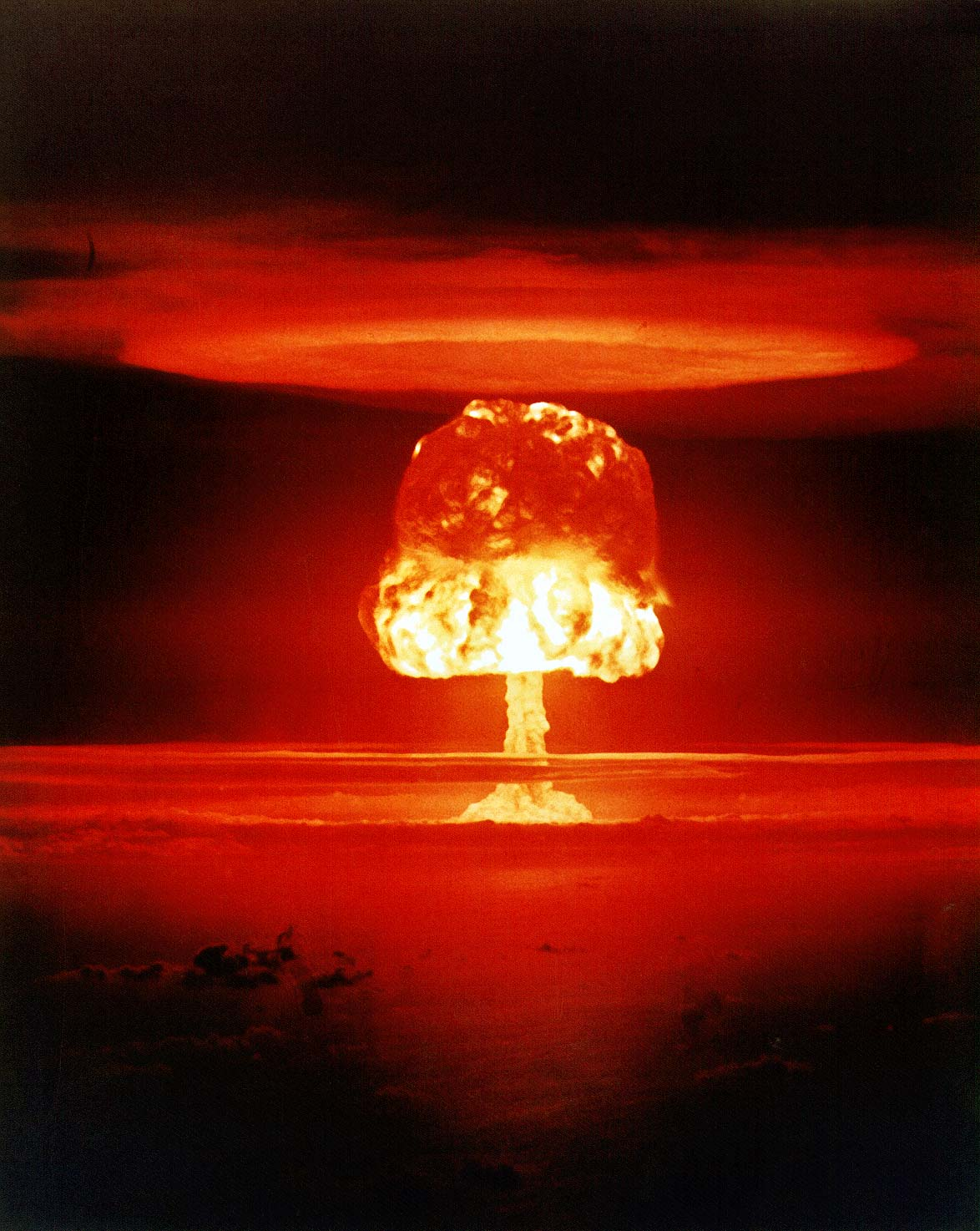
Explosion nucléaire de Castle Romeo lors des tests de l'opération Castle menés par le Pentagone en 1954. Après les destructions d'Hiroshima, la « destruction mutuelle assurée » (MAD) a été conçue par nombre de théoriciens comme une forme d'équilibre des puissances, certains d'entre eux assurant qu'elle garantissait la paix. Les interprétations divergentes de la crise des missiles de Cuba montre que tous n'étaient pas aussi confiants (voir, notamment, L'Essence de la décision de Graham T. Allison.

Par ailleurs, l'objectif recherché par les puissances est primordial dans l'analyse du système international. Classiquement, on insistait sur la notion d'équilibre des puissances, lequel permettait d'assurer la paix et la stabilité du système : ainsi, l'émergence de l'Allemagne en tant que puissance à la fin du XIXe siècle conduisait à remettre en cause la puissance britannique, tandis que les États-Unis ont traditionnellement conçu leur rôle, à l'égard de l'Europe, comme garant de l'équilibre.
Certains auteurs insistent toutefois sur l'expansionnisme ou l'impérialisme de certains États (fascistes, capitalistes, etc., selon les théories), tandis que d'autres, comme le réaliste John Mearsheimer, vont jusqu'à considérer que tout État cherche nécessairement la maximalisation de sa puissance, reprenant ainsi l'idée hobbesienne et spinoziste du conatus, entendu toutefois dans un sens plus restreint.

### Équilibre des puissances et stratégie
Thomas Schelling, l'un des fondateurs de la théorie des jeux, avec son ouvrage La Stratégie du conflit (1960), est l'un des représentants éminents du courant insistant sur l'importance non pas de l'équilibre des puissances en tant que tel, mais de la stabilité de celui-ci afin d'éviter une course à l'armement pouvant conduire à une guerre non prévue ni voulue (cf dilemme de sécurité). Ces analyses stratégiques insistent sur l'importance de l'interrelation entre les actes des États, et donc de l'information des agents et, corrélativement, de la transmission de messages (signalling), ainsi que sur l'importance non seulement de la puissance mais de la dissuasion : faire preuve de la volonté effective d'utiliser, s'il le faut, la puissance militaire disponible.
Des problèmes de communication peuvent en effet mener à des résultats désastreux : la prise en compte de cet aspect, après la crise des missiles de Cuba, a conduit à l'établissement du téléphone rouge entre la Maison-Blanche et le Kremlin, afin d'établir une liaison directe entre les têtes du pouvoir exécutif des deux superpuissances, court-circuitant les éventuelles interférences créées par des agences gouvernementales bureaucratisées et pouvant poursuivre leurs propres intérêts (problème, notamment, des agences de renseignement comme la CIA, qui peut vouloir poursuivre son propre agenda politique).

### Notion plurivoque de « sécurité »
Désormais, certains auteurs, comme Kenneth Waltz, insistent sur la recherche de la « sécurité » et de la sécurité d'approvisionnement en ressources énergétiques (pétrole, dont l'analyse spécifique donne lieu à une géopolitique du pétrole, charbon, etc.) ou vitales (eau, etc.) . La recherche de la sécurité prend d'autant plus d'importance avec l'émergence de menaces transnationales non-étatiques comme les groupes terroristes (Al-Qaïda, etc.) .
La notion de « sécurité » s'est toutefois étendue largement au-delà de la seule sécurité nationale : elle concerne désormais aussi la santé, l'environnement et l'économie (gestion des épidémies et des pandémies comme le SIDA ou le SRAS, des crises financières et économiques comme la crise de la dette ou la crise des subprimes, et des effets externes locaux comme la catastrophe de Tchernobyl ou, au contraire, globaux comme le réchauffement climatique) . Ces différentes composantes sont prises en compte par le concept d'« infrastructure critique » (utilisé par exemple dans le Programme européen pour la protection des infrastructures critiques).
Des auteurs comme Ole Wæver (en), tenant d'un constructivisme, parlent de « sécurisation » pour désigner la manière dont certains objets, thèmes ou enjeux sont construits par certains acteurs en enjeux vitaux de sécurité (sans qu'ils soient nécessairement en eux-mêmes vitaux).

## Acteurs non étatiques et mondialisation

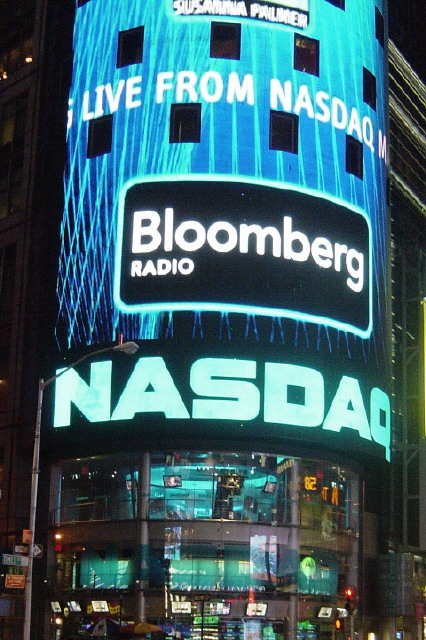
Le NASDAQ, sur Times Square de nuit (New York): symbole de la mondialisation financière.

Il est possible d'intégrer à l'étude du système international les relations transnationales et les acteurs non étatiques, tels que les multinationales (et donc le droit international privé, en particulier le droit commercial international) et les organisations non gouvernementales (ONG). À ces entités, il faut ajouter l'essor du droit pénal international, qui fait entrer sur la scène internationale, d'une manière problématique et débattue, les individus en tant que tel (c'est-à-dire les personnes physiques).
C'est ce qu'ont fait, par exemple, les fondateurs de l'institutionnalisme néolibéral Robert Keohane et Joseph Nye, en théorisant l'« interdépendance complexe », ou encore, dans une optique marxiste ou post-marxiste, Toni Negri et Michael Hardt dans Empire (2000). Dans cet ouvrage, ils transforment le concept d'impérialisme d'un État pour parler d'un Empire mondial, qui serait constitué des États, des multinationales et des ONG. Nonobstant la controverse ayant accueilli cette thèse, de façon générale le débat se focalise alors sur le type d'individu ou de sujet pertinent à l'échelle internationale.
Ce type d'interrogation a pris une acuité spécifique avec le phénomène de la mondialisation ou globalisation. Certains auteurs ont ainsi affirmé l'existence d'une « crise de l'État » ou « de l'État-nation », considérant que ces derniers étaient affaiblis de façon importante par la mondialisation, qui se caractériserait d'une part par l'importance accrue des multinationales, et d'autre part par la constitution d'entités régionales qui disputeraient à l'État sa souveraineté. Ces auteurs insistent ainsi sur la prolifération des communautés économiques (ALENA, ASEAN, Mercosur, Communauté économique européenne, désormais Union européenne) ou/et sur l'imbrication entre plusieurs ordres juridiques (l'exemple privilégié est alors celui de l'Union européenne et du droit communautaire). En 1999, Bertrand Badie allait par exemple jusqu'à parler d'un Monde sans souveraineté.
Cette thèse est fortement disputée, d'autres auteurs insistant sur le renforcement des prérogatives de la souveraineté, visible par exemple avec le durcissement du contrôle des frontières, etc. Cependant, même les auteurs préférant conserver la conception classique du système international, focalisé sur les États-nations en tant qu'unité fondamentale, admettent que l'émergence d'une entité comme l'Union européenne, dotée de la personnalité morale et allant au-delà d'une simple association économique, conduit à ne pas réduire l'étude du système international aux seuls États-nations .

## Relations entre politique intérieure et affaires étrangères

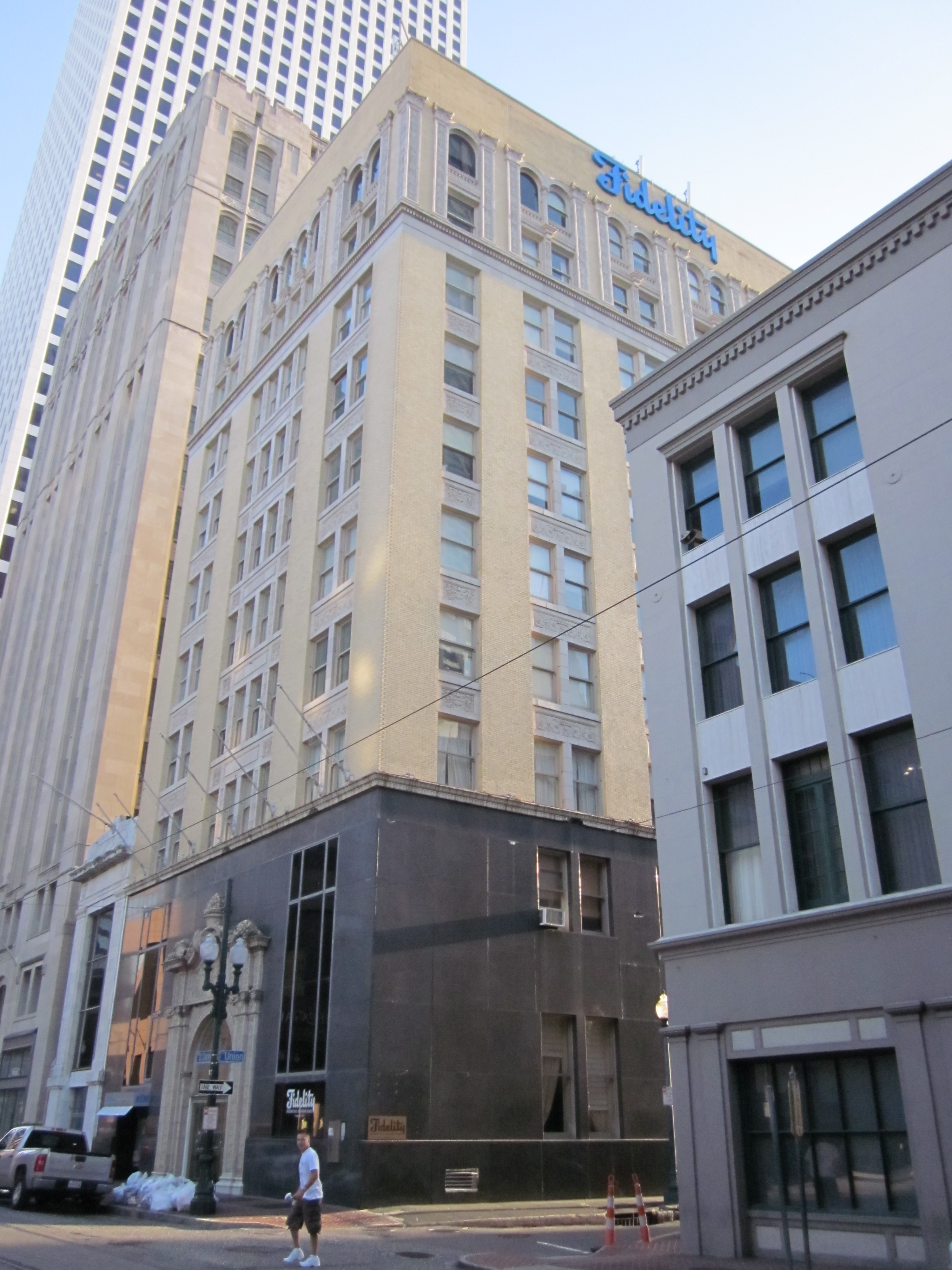
L'ancien bâtiment de la United Fruit Company : une unité d'analyse pertinente en relations internationales ?

Enfin, il est aussi possible d'interroger la division classique entre politique intérieure et affaires étrangères.
Pour certains auteurs, il ne s'agit en effet que d'une division académique. Ces derniers insistent alors sur les inter-relations entre ces deux domaines, certains actes étatiques pouvant ainsi répondre à des exigences d'ordre intérieur (renforcer, par exemple, la légitimité ou/et le charisme d'un leader au sein de son pays), tandis que l'étude des procédures de décision étatique peut mener à insister sur la dissension et le conflit interne aux gouvernements et aux administrations.
Soulignant l'importance du lien entre politique intérieure et extérieure et le rôle de la société civile dans l'élaboration des préférences sous-tendant les objectifs des gouvernants, Andrew Moravcsik écrit ainsi :
« l’approche libérale de la théorie des relations internationales fait naître l’idée que les relations entre l’État et la société civile ont une influence déterminante sur son comportement et plus généralement sur les relations internationales. »

### Différents plans d'analyse possible et importance de la théorie de la décision
Une telle approche peut avoir plusieurs niveaux de détails. Ainsi, par exemple, on peut dire « les États-Unis ont envahi l'Irak », énoncé correspondant à la conception classique des relations internationales. On peut aussi dire « la Maison-Blanche a envahi l'Irak » : en ce cas, on insiste sur la capacité de décision du pouvoir exécutif.
Ou encore : « le président George W. Bush a envahi l'Irak », ce qui personnalise encore la décision. En ce cas, la théorie du choix rationnel, fréquemment utilisée en relations internationales, tend à laisser une place plus importante à la psychologie politique, telle que développée par exemple par James David Barber (en): comment analyser le profil, par exemple, d'Hitler ou de Saddam Hussein, et qu'en conclure sur le plan systémique des relations internationales ?
Ou aussi : « les néoconservateurs ont provoqué l'invasion de l'Irak », ou « la RAND Corporation a fortement appuyé l'invasion de l'Irak » ou le « Parti républicain a provoqué l'invasion de l'Irak ». En ce cas, on insiste sur un secteur particulier de la population américaine (un lobby, un parti politique ou un courant idéologique) qui aurait été à l'origine de la décision.
Une approche comme celle de Graham T. Allison dans L'Essence de la décision. Expliquer la crise des missiles de Cuba (1971) insiste ainsi sur ces plusieurs plans d'analyse possible, en plaidant pour leur complémentarité.

### Influence du régime politique en relations internationales: théorie de la paix démocratique

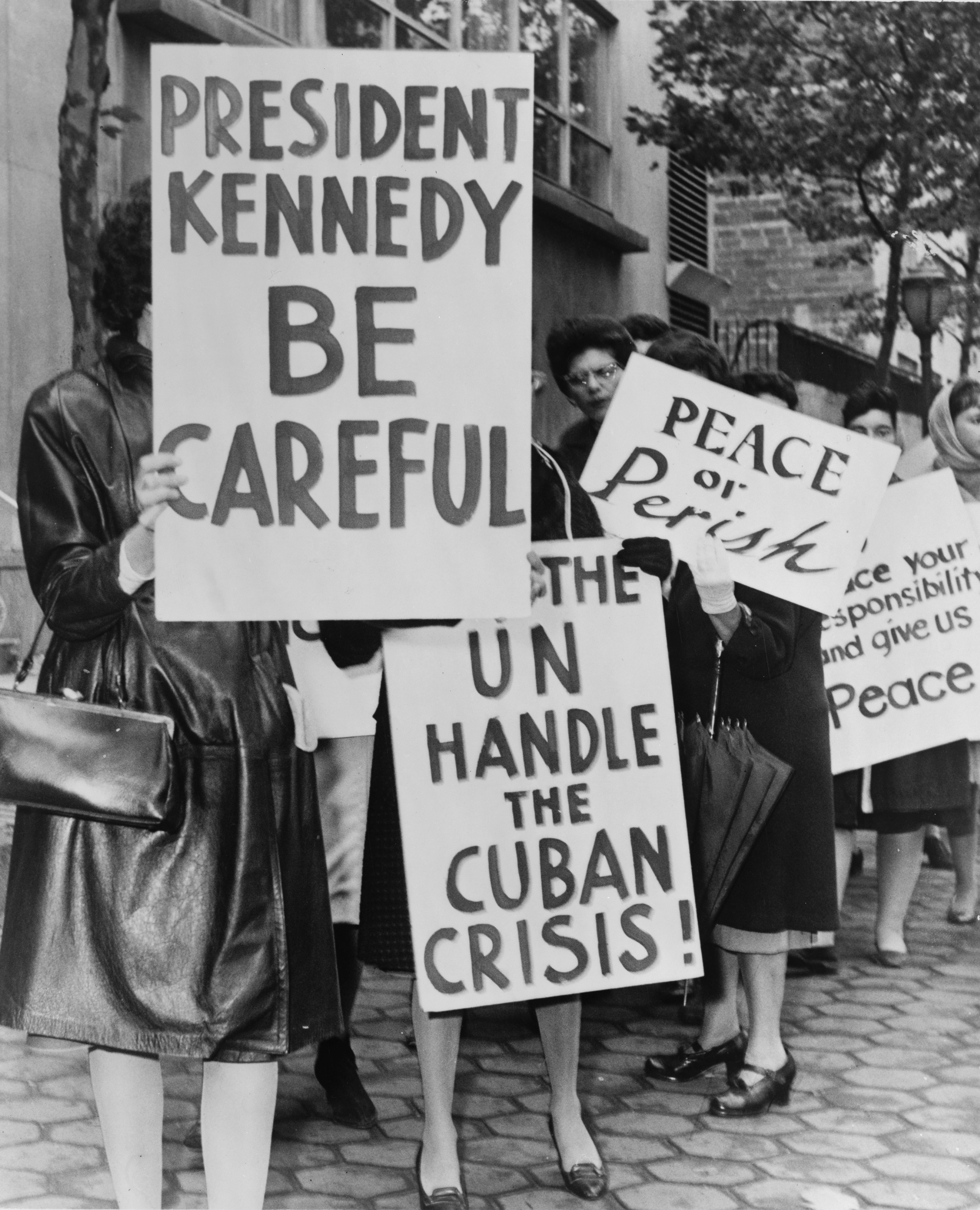
Manifestation du collectif Women Strike for Peace durant la crise des missiles de Cuba, ici à New York à côté du bâtiment des Nations unies. On lit notamment un poster : « Laissez l'ONU gérer la crise! »

Enfin, le courant libéral a insisté sur l'importance du régime politique de chaque État afin de prévoir ses comportements, en soulignant que les démocraties se font rarement la guerre.
Ce courant, qui reprend les intuitions fondamentales du Projet de paix perpétuelle de Kant, tend ainsi à montrer une certaine forme d'inter-relation entre politique intérieure et politique étrangère: le fait que les citoyens soient associés, d'une manière ou d'une autre, à la décision politique, dans le cadre des régimes pluralistes, expliquerait ainsi la tendance à régler les différends de façon pacifique. Michael Doyle va plus loin dans cette distinction entre États, affirmant que non seulement le régime (démocratie libérale ou non, attention portée aux droits de l'homme, etc.) mais aussi la forme d'économie (de marché, collectivisée ou corporatisme fasciste) influence sur le comportement des États au niveau international.
Cependant, une fois posé ceci, le courant libéral analyse les États dans le système international comme des acteurs rationnels, ne divergeant en rien, en cela, avec les réalistes.

### Les critiques de l'effacement complet de la distinction politique intérieure/extérieure
Des auteurs ayant une conception plus traditionnelle des relations internationales considèrent qu'il est cependant abusif de remettre complètement en cause la distinction entre plan interne et relations extérieures, et affirment qu'on ne peut mettre sur le même plan toutes les entités exerçant, d'une manière ou d'une autre, une influence sur le système international. Selon Thierry de Montbrial :
« Le concept, rénové à la fin des années 80 par Norbert Elias, d'une « société monde » (...) ou d'une « société d'individus », où toute distinction entre politique internationale et politique interne serait abolie, est fondamentalement erroné. »